# Negros Occidental

Negros Occidental

Negros Occidental – prowincja na Filipinach, położona w północno-zachodniej części wyspy Negros w regionie Western Visayas.
Od zachodu poprzez Cieśninę Guimaras graniczy z prowincją Guimaras. Od północnego wschodu poprzez Cieśninę Tanon graniczy z prowincją Cebu. Od południa graniczy z prowincją Negros Oriental. Powierzchnia: 7802,5 km². Liczba ludności: 2 370 269 mieszkańców (2007). Gęstość zaludnienia wynosi 303,8 mieszk./km². Stolicą prowincji jest Bacolod.